# Facultad de Derecho y Ciencia Política (Universidad Nacional Mayor de San Marcos)
La Facultad de Derecho y Ciencia Política de la Universidad Nacional Mayor de San Marcos (siglas: FDCP-UNMSM) es una de las veinte facultades que conforman dicha universidad. La facultad, dentro de la organización de la universidad, forma parte del área de Humanidades, Ciencias Jurídicas y Sociales y cuenta con las escuelas profesionales de Derecho y Ciencia política, que brindan tanto estudios de pregrado como de posgrado. Se ubica dentro de la Ciudad Universitaria de la Universidad Nacional Mayor de San Marcos, en el distrito de Lima, Perú.
Las primeras cátedras de estudios de derecho y leyes esbozadas en la Universidad de San Marcos, acontecidas en el siglo XVI, son el origen directo de los estudios universitarios de estas áreas en el Perú y Sudamérica. Así, tenemos que la cátedra más antigua de Derecho fue la de "Prima de Leyes", inaugurada en 1576 en San Marcos que tuvo como docente al primero en el ámbito de la enseñanza del Derecho en América: Jerónimo López Guarnido. En 1592 se creó el Colegio Real y Mayor de San Felipe y San Marcos como institución adjudicada a la Real y Pontificia Universidad de San Marcos destinada a la enseñanza de leyes. En 1770, dicha institución fue fusionada con el Colegio Real de San Martín, resultando la creación del Real Convictorio de San Carlos. Las cátedras impartidas en su interior fueron propias de una escuela de leyes: Derecho Natural y de Gentes, Derecho Romano, Derecho Canónico, Derecho Patrio Civil y Criminal, Derecho Público y Constitucional y Práctica Forense. Hacia 1866, se dispuso el funcionamiento de la Facultad de Jurisprudencia al interior del Convictorio de San Carlos y la designación de su primer decano, Pedro Gálvez Egúsquiza. Sus estudios fueron complementados con los impartidos en la Facultad de Ciencias Políticas y Administrativas, creada en 1875. En julio de 1928 adoptó la denominación de Facultad de Derecho, nombre cambiado en 1935 por el de Facultad de Derecho y Ciencias Políticas. Hacia fines de 1965 la facultad recibió la denominación de Facultad de Derecho y Ciencias Políticas y Sociales. Finalmente, esta fue trasladada a la Ciudad universitaria de la Universidad Nacional Mayor de San Marcos y denominada Facultad de Derecho y Ciencia Política en septiembre de 2001.
La Facultad de Derecho y Ciencia Política acogió en sus aulas a estudiantes y catedráticos que han destacado como abogados y politólogos entre los que se puede distinguir a Jerónimo López Guarnido, doctorado en leyes y considerado el primer docente de Derecho en América; José Baquíjano y Carrillo, jurista y político fundador de la Sociedad de Amantes del País; Toribio Rodríguez de Mendoza, sacerdote y docente reformador de la educación en el Convictorio de San Carlos; Pedro Gálvez Egúsquiza, abogado, político, primer decano de la Facultad de Jurisprudencia; Miguelina Acosta Cárdenas, primera mujer graduada en Derecho en el Perú; Victor Andrés Belaúnde, jurista y político que ocupó la presidencia de la Asamblea General de las Naciones Unidas; Valentín Paniagua Corazao, abogado y político expresidente del Perú; Beatriz Merino, abogada y política, primera mujer en ocupar la Presidencia del Consejo de Ministros; entre otros. Cabe resaltar además que en los años 2017 y 2019, la Universidad Nacional Mayor de San Marcos se posicionó dentro de las diez universidades de donde egresaron los abogados mejor pagados a nivel nacional; en el ámbito de las universidades públicas, se ubicó en la primera posición.

## Historia

### Cátedras de Derecho
La enseñanza del Derecho se remonta a las primeras cátedras inauguradas tras la creación de la Universidad Nacional Mayor de San Marcos. Así, previo al establecimiento de los denominados Estudios Generales de Lima, la Orden de Santo Domingo se refirió a la necesidad de crear dicha institución para la enseñanza de la Teología, Sagrados Cánones, Lengua General o Quechua y Escritura. Una vez concretada su creación, la Universidad de San Marcos fue un espacio vital para la formación de tendencias jurídicas y el desarrollo del Derecho occidental moderno en el Perú, ello tras las primeras polémicas en torno al descubrimiento y conquista americana. En líneas generales, el Derecho heredado en el virreinato peruano fue el castellano, el cual rigió en todas las actividades de orden privado; por otro lado, fue el Derecho Indiano el que reguló las relaciones laborales. Ahora bien, la enseñanza del Derecho Canónico fue dividida en varias cátedras: la Cátedra de Decreto —basada en el Decreto de Graciano—, Prima de Cánones y Víspera de Cánones.

«[...] en las universidades de esa época no se acostumbraba explicar el Derecho usual en los Tribunales sino la
teoría contenida en cátedras de "Prima de Leyes de "Vísperas de Leyes", de "Instituía", de "Decreto" de "Código", de "Digesto Viejo" y de "Cánones" con sus diversas subdivisiones, teniendo el estudiante de Derecho una formación teórica y académica para ejercer la profesión de abogado pero cuya práctica debía aprenderla al lado de un maestro en su bufete profesional».
Juan Vicente Ugarte del Pino

La creación de la Facultad de Derecho y Ciencia Política tiene sus antecedentes en la fundación del Colegio Real y Mayor de San Felipe y San Marcos en 1592 por el virrey Francisco Álvarez de Toledo. Su funcionamiento se puso en marcha durante el gobierno del virrey García Hurtado de Mendoza como institución adjunta a la Real y Pontificia Universidad de San Marcos, destinada a la enseñanza de leyes, la misma que funcionó en la denominada Calle del Colegio Real. Así, además de los Sagrados Cánones, la cátedra más antigua de Derecho fue la de Prima de Leyes. Esta se inauguró en 1576 y tuvo como docente a Jerónimo López Guarnido, considerado el primer maestro de Derecho en América, quien también ejerció el rectorado universitario durante dos periodos de 1575-1576  y 1578-1579. Hacia fines de 1639, la enseñanza del Derecho fue reformada por Juan de la Huerta Gutiérrez. Así, en vez de desarrollarse esta de manera libresca, es decir, basada en la lectura de libros de Prima de Leyes, De la Huerta optó por una participación activa del alumnado en la que estos tomaban apuntes mientras el docente explicaba las lecciones y luego discutía las teorías con sus pupilos. La enseñanza de la Cátedra de Prima de Leyes durante la segunda mitad del siglo siglo XVII en San Marcos fue impartida por docentes quienes a su vez ejercieron cargos públicos. Tal fue el caso de Álvaro de Ibarra y Diego Montero del Águila. Durante el siglo XVIII, algunos docentes que tuvieron a su cargo la Cátedra de Prima de Leyes fueron José Antonio de Mendoza, Diego Hurtado de Mendoza e Iturrizarra y José Baquíjano y Carrillo hacia fines del siglo.

### Real Convictorio de San Carlos

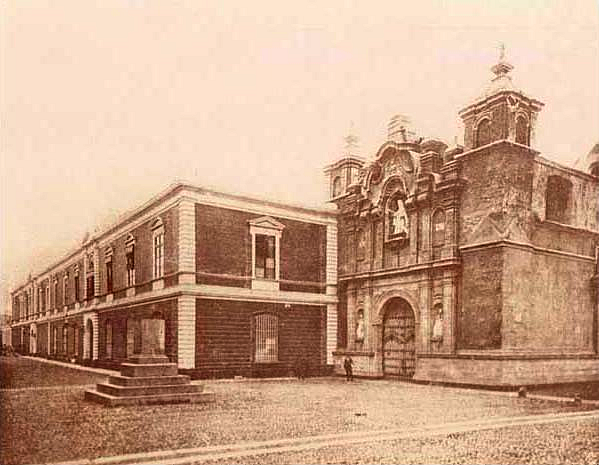
Local de la Casona de San Marcos durante el. Originalmente fue la sede del Convictorio de San Carlos, sin embargo, en sus últimos años funcionó como sede de la Universidad Nacional Mayor de San Marcos.

En 1770, el virrey Manuel de Amat y Junyent fundó el Real Convictorio de San Carlos al fusionar el Colegio Real y Mayor de San Felipe y San Marcos, en donde se enseñaba Derecho, con el Colegio Real de San Martín, institución que fue destinada a la enseñanza de filosofía y letras. Comenzó sus actividades en 1771, ubicado en el local del antiguo noviciado jesuita, el mismo que fue denominado en lo posterior como la Casona de San Marcos. A diferencia de los antiguos colegios y universidades creados por iniciativas clericales, el Convictorio de San Carlos surgió gracias a la intervención directa del Estado colonial. Su primer director fue el sacerdote y educador Toribio Rodríguez de Mendoza. Cabe resaltar que dicha institución representó un primer intento de innovación de la enseñanza en Filosofía y Derecho en tanto vislumbró un enfoque racionalista ajeno al dogmatismo escolástico previo. Se facilitó además la introducción de las primeras disciplinas científicas modernas basándose en la lectura de clásicos como Leibniz, Isaac Newton, Grocio, etc. Tras su clausura en 1817 producto de la crisis política y la falta de recursos, reinició sus actividades en 1826. Durante el gobierno de Simón Bolívar, el Convictorio de San Carlos fue rebautizado con el nombre del entonces mandatario, sin embargo, prevaleció en la opinión pública su antigua denominación. Fue entonces reformado con el objetivo de convertirlo en una escuela de leyes:

«Sus principales cátedras fueron Derecho Natural y de Gentes, Derecho Público y Constitucional, Derecho Canónico, Derecho Romano, Derecho Patrio Civil y Criminal, y Práctica Forense. El Derecho Patrio y el Derecho de Gentes representaron por entonces las tendencias modernas afines al ideario del régimen republicano y la soberanía nacional. La Práctica Forense significó la apertura a una forma de enseñanza que consideraba de utilidad la experiencia desarrollada en el propio foro, quebrando con ello las limitaciones de la enseñanza teórica brindada en las aulas».
Marcos Garfias Dávila

Luego de haber cesado sus funciones en 1830, aperturó nuevamente sus aulas durante el gobierno de Andrés de Santa Cruz. Precisamente, fue entonces cuando se redactó y sancionó un nuevo Reglamento de Instrucción, el mismo que instauró un plan de estudios de ocho años (los primeros cuatro fueron dedicados a estudios generales y los cuatro últimos al estudio del Derecho). Así, se enseñó en esta primera etapa Geografía y Aritmética, Matemáticas, Historia, etc. Por otro lado, los siguientes cuatro años fueron designados al dictado de cátedras de Derecho natural y de gentes, Derecho constitucional, Patrio, Romano y Canónico, Diplomacia y Economía Política. Posteriormente, la enseñanza al interior de los claustros carolinos fue reformada por acción de Bartolomé Herrera, sacerdote y filósofo de tendencia conservadora que tradujo la obra de autores como Pinheyro Ferreyra. Dicha postura fue muchas veces cuestionada por sus discípulos, tales como Francisco de Paula González Vigil y los hermanos Pedro Gálvez y José Gálvez Egúsquiza.

### Facultad de Jurisprudencia

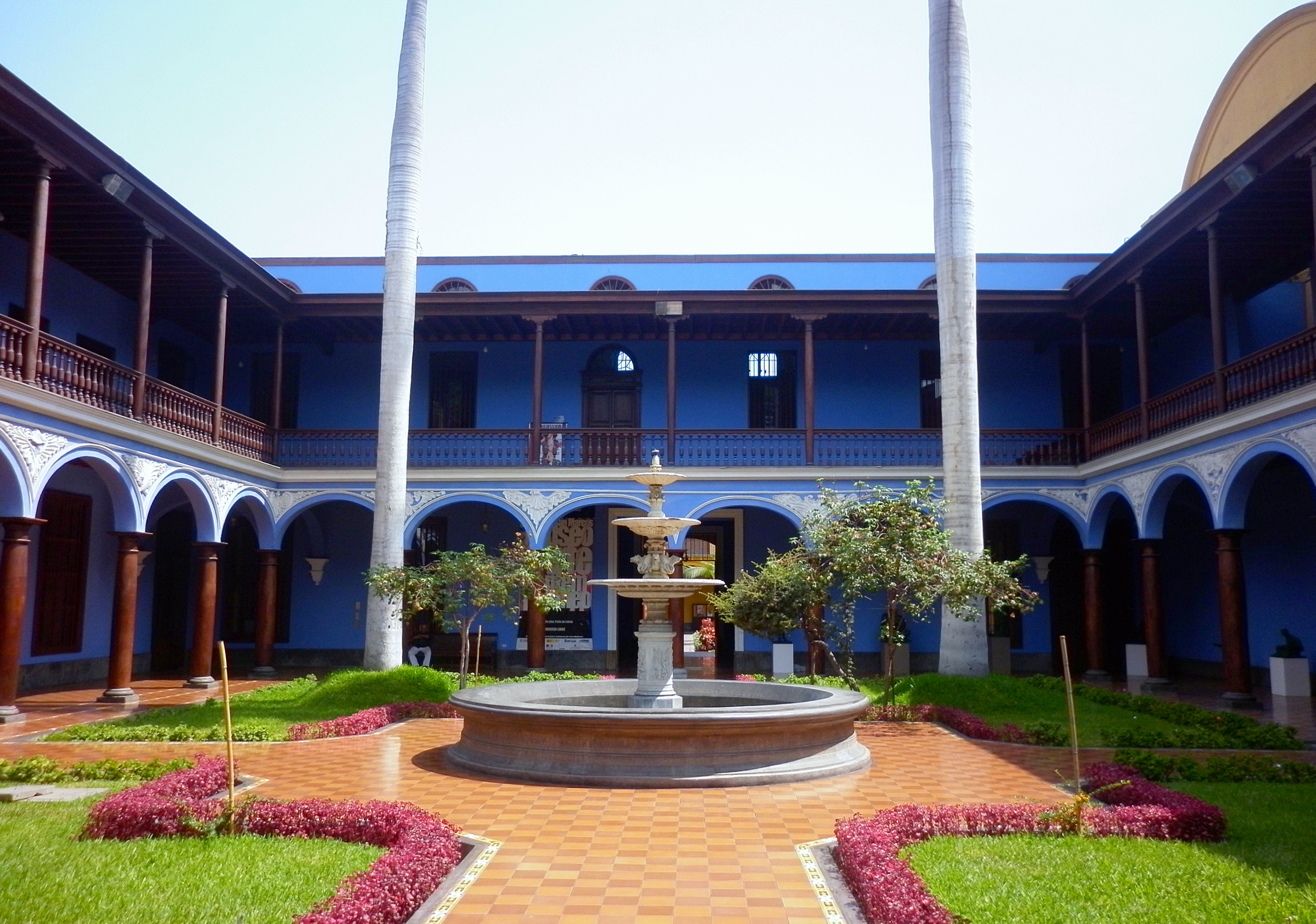
El denominado Patio de Derecho al interior de la Casona de San Marcos.

El 7 de abril de 1855, bajo el gobierno provisorio de Ramón Castilla, se promulgó un Decreto Supremo mediante el cual se designó el funcionamiento de las Facultades de Jurisprudencia, Matemática y Ciencias Naturales al interior del Convictorio de San Carlos; mientras que el Colegio de Medicina de San Fernando fue designado para el funcionamiento de la Facultad de Medicina. Debido a que el sistema de educación media y superior no estaba regularizado, tanto los colegios como la universidad compartieron cátedras, sin embargo, los títulos profesionales fueron emitidos solo por esta última. El reglamento publicado el 28 de agosto de 1861 intentó solucionar esta división al confirmar —como había sido publicado en 1855— la existencia de cinco facultades: Teología, Medicina, Jurisprudencia, Filosofía y Literatura, Matemáticas y Ciencias Naturales. Sin embargo, se resolvió que tanto las facultades de Jurisprudencia, Matemáticas, Filosofía y Literatura y Ciencias Naturales debían funcionar en el Colegio de San Carlos.
La facultad como tal tuvo un primer antecedente en el año de 1866 con motivo de las gestiones de José Simeón Tejeda, quien ocupó el puesto de Secretario de Estado en el despacho de Instrucción durante el gobierno de Mariano Ignacio Prado. En 15 de marzo del mismo año se dispuso que el Convictorio de San Carlos albergue exclusivamente a las facultades de Derecho, Ciencias y Letras. De esta manera la enseñanza adquirió carácter universitario, se estableció que los alumnos debían ser externos y las facultades debían ser dirigidas por un respectivo decano. El 5 de abril de 1866 se nombró al primer decano que tuvo la Facultad de Jurisprudencia: Pedro Gálvez Egúsquiza.

«El plan de estudios de la naciente Facultad de Jurisprudencia comprendía eí Derecho Natural y Constitucional; Derecho Internacional; Derecho Penal Filosófico; Derecho Administrativo; Derecho Romano; Código Civil; Código de Comerció y Ordenanzas de Minería; Código Penal y Código de Enjuiciamiento en lo penal; Código de Enjuiciamiento en lo Civil; Derecho Eclesiástico y finalmente Economía Política».
Juan Vicente Ugarte del Pino

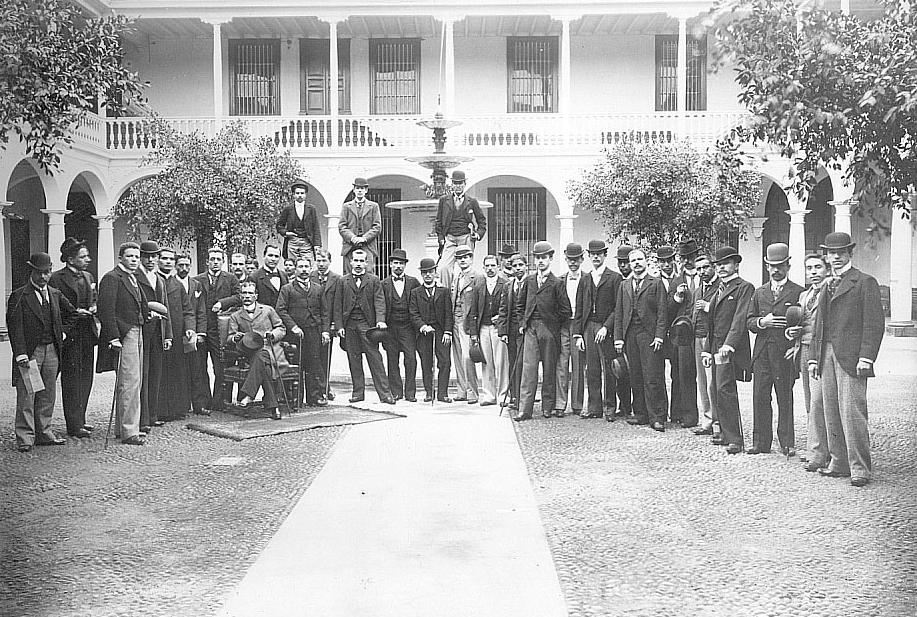
Estudiantes sanmarquinos de la Facultad de Jurisprudencia en 1896.

Algunos docentes que desarrollaron sus labores durante esta primera etapa fueron Luciano Benjamín Cisneros, encargado de la enseñanza del Derecho Natural y Constitucional; Juan Francisco Pazos Monasí, catedrático de Derecho Internacional; Federico Elmore, encargado de Derecho Romano; entre otros. Los estudios para obtener el título de abogado tuvieron una duración de seis años y el requisito para matricularse en el primero de ellos era haber aprobado los exámenes de Ciencias Naturales, Letras y Matemáticas. Dicho plan de estudios tuvo vigencia hasta el mes de marzo de 1871, cuando el curso de Economía Política fue designado a la Facultad de Letras, cambio rebatido por el entonces decano José Antonio Barrenechea y Morales. En 1875 se creó la Facultad de Ciencias Políticas y Administrativas con el objetivo de formar servidores públicos, cónsules y diplomáticos; su organización estuvo a cargo de Pablo Pradier-Foderé.  En abril del mismo año se exigió que los estudiantes de la Facultad de Jurisprudencia se matriculen en los cursos de Derecho Constitucional e Internacional, los cuales fueron dictados en la Facultad de Ciencias Políticas y Administrativas (otros cursos incluyeron Derecho Administrativo, Economía Política, y Estadística). Posteriormente, en abril de 1876 se introdujeron los cursos de Historia del Derecho Peruano y Jurisprudencia Médica. Entre los años de 1884 y 1886 se intentó reformar la enseñanza en su interior, así, en 1886 se publicó el Reglamento de Instrucción Pública que decretó la fusión de las Facultades de Jurisprudencia y la de Ciencias Políticas. No obstante, debido a que esta última fue creada a través de una ley dada por el Congreso de la República, este desestimó la reforma y restableció la anterior organización de ambas facultades. De manera complementaria, el Congreso modificó los grados que otorgaba la universidad, los que fueron hasta ese entonces Bachiller, Licenciado y Doctor en Derecho.  Así, en 1887 se suprimió el grado de Licenciado. Cabe resaltar que la Facultad de Jurisprudencia contó con la primera mujer titulada en el año 1920: Miguelina Acosta Cárdenas, quien obtuvo el título de bachiller tras la presentación de su tesis Nuestra institución del matrimonio rebaja la condición jurídica y social de la mujer. Posteriormente, obtuvo el título doctoral con Reformas  necesarias  del  Código  Civil  común  peruano  tendientes  a  hacer  efectiva  la  igualdad  civil  y  jurídica  del  hombre y la mujer y desarrolló su carrera política e intelectual como docente y activista feminista.

### Facultad de Derecho y Ciencia Política

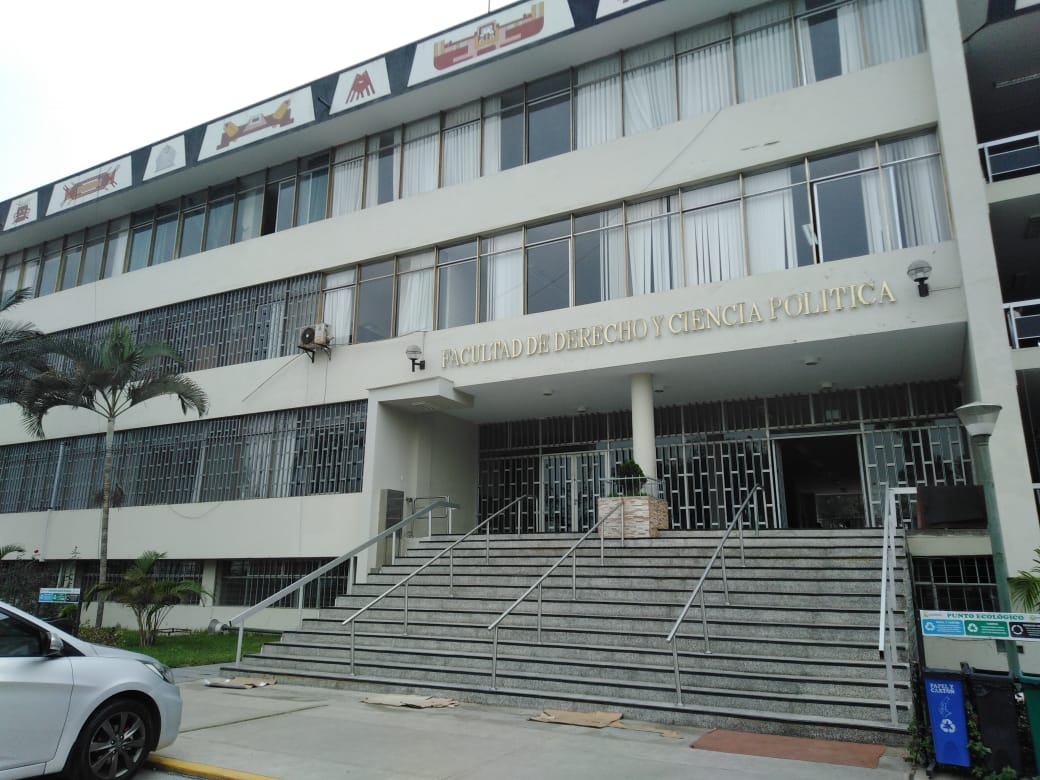
Fachada principal de la Facultad de Derecho y Ciencia Política de la Universidad de San Marcos, año 2019.

En 23 de julio de 1928, durante la presidencia de Augusto B. Leguía, se promulgó el Estatuto de la Universidad de San Marcos, el mismo que estableció la denominación de Facultad de Derecho y reemplazó la Facultad de Ciencias Políticas y Administrativas por la denominación de Facultad de Ciencias Económicas. Los estudios tuvieron una duración de cinco años y los títulos expedidos por la facultad fueron los de Abogado, así como los grados de Bachiller y Doctor en Derecho. Precisamente, en el año de 1928 incursionó en la enseñanza universitaria el abogado José León Barandiarán, en calidad de catedrático auxiliar de Derecho Civil, cátedra que era regentada por Ángel Gustavo Cornejo. En lo posterior, regentó la cátedra de Filosofía del Derecho y diversos cursos de Derecho civil en la Universidad de San Marcos, además de haber generado una numerosa producción jurídica que se ejemplificó en su estudio del Código Civil del Perú de 1936.
En suma, algunas de las materias impartidas durante este periodo fueron las siguientes:

«[...] Derecho Constitucional General y Comparado; Derecho Constitucional del Perú e Historia Constitucional del Perú; Derecho Administrativo; Derecho Internacional Público; Derecho Internacional Privado; Historia Internacional y Diplomática del Perú; Historia Diplomática Contemporánea; Jurisprudencia Médica; y todas las otras materias que tradicionalmente se habían venido enseñando hasta la fecha».
Juan Vicente Ugarte del Pino

Sin embargo, dicho nombre fue cambiado en 1935 por el de Facultad de Derecho y Ciencias Políticas. En efecto, el 28 de junio de 1935, el presidente Óscar R. Benavides y el ministro de Justicia, Instrucción, Culto y Beneficencia Ernesto Montagne dieron un nuevo Estatuto Universitario para el funcionamiento de la Universidad de San Marcos, después de haber sido clausurada esta última por tres años. Así, esta otorgaba el título de Abogado, los grados de Bachiller y Doctor tanto en Derecho como en Ciencias Políticas y certificados de capacitación para el servicio diplomático, la administración pública, los registros públicos y la propiedad inmueble. Sin embargo, tras seis años, el entonces presidente Manuel Prado Ugarteche promulgó una nueva Ley Orgánica de Educación Pública que omitió en la designación de la facultad la denominación de Ciencias Políticas. De igual manera, se implementó el Instituto de Criminología, se modificaron los grados otorgados: doctor en Derecho Público o Privado, mientras que para la obtención del grado de bachiller se requirió haber culminado los tres primeros años de estudio en la referida facultad. Es en este contexto que en 1941 se gradúa como abogada Ella Dunbar Temple, quien en 1945 se convirtió en la primera mujer en ejercer como docente universitaria a nivel nacional. En lo posterior, fue también la primera mujer en pertenecer a la Directiva del Colegio de Abogados y la primera en ejercer el cargo de vocal suplente en la Corte Suprema de Justicia de Lima.
Hacia fines de 1965 la facultad recibió la denominación de Facultad de Derecho y Ciencias Políticas y Sociales. El 15 de abril de 1968 se dispuso el traslado de la Facultad desde los claustros de la Casona de San Marcos a la Ciudad universitaria de la Universidad Nacional Mayor de San Marcos, esta última inaugurada durante el rectorado de Luis Alberto Sánchez. La denominación de Facultad de Derecho y Ciencia Política se estableció mediante Resolución Rectoral n.° 05626-R-01 publicada en 4 de septiembre de 2001; de la misma manera, se crearon las escuelas académicas de Derecho y Ciencia política. Cabe destacar además que la máxima distinción que otorga la Facultad de Derecho y Ciencia Política, sustentada en la publicación respectiva de una resolución del Decanato, es la medalla "José León Barandiarán", en reconocimiento a la trayectoria académica y profesional de quienes se desempeñan en el ámbito jurídico o político.

## Organización

### Gobierno
La Facultad de Derecho y Ciencia Política está organizada en las siguientes instancias:

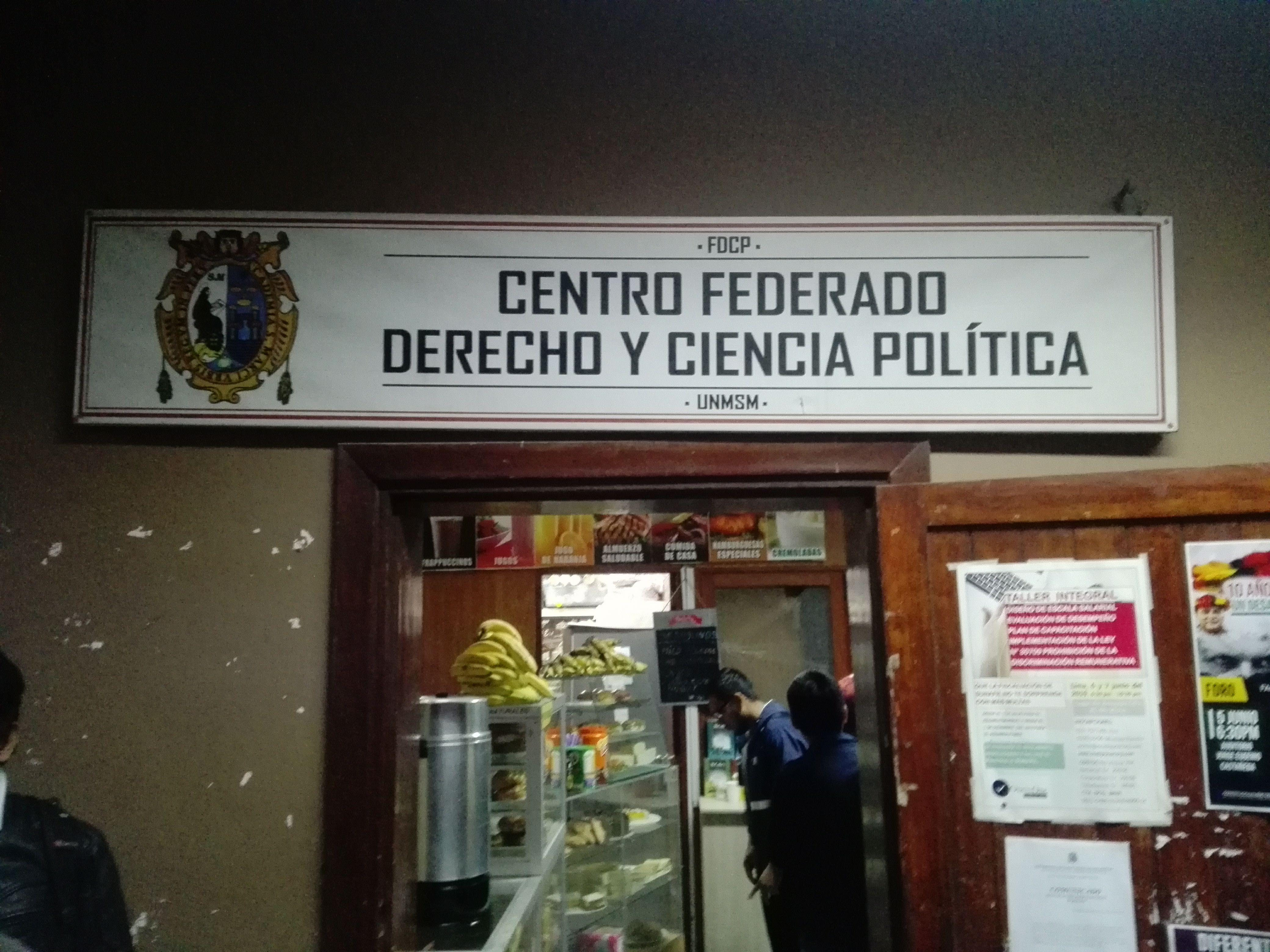
Centro Federado de Derecho y Ciencia Política de la Universidad de San Marcos.

- Decanato: Según los estatutos de la Universidad Nacional Mayor de San Marcos, la máxima autoridad dentro de la facultad es el Decano. Este tiene como función principal: «La dirección de esta, dentro de las políticas universitarias que determinen los órganos superiores». Por obligación, el Decano debe ser un catedrático que tenga la categoría de titular; la duración del cargo es de tres años y está permitida la reelección para un segundo periodo no consecutivo. Víctor Toro Llanos ejerce el cargo de decano de la Facultad de Derecho y Ciencia Política para el periodo de gestión 2021-2024.[24]
- Consejo de Facultad: Según los estatutos de la universidad, le corresponde definir las políticas de desarrollo académico e institucional de acuerdo a los lineamientos y estrategias emanados de la Asamblea Universitaria y el Consejo Universitario. Lo conforma el Decano, que lo preside, además de los Directores de Escuela, profesores titulares y miembros del tercio estudiantil.[25]
- Dirección Académica: Según los estatutos universitarios, está encargada de brindar asistencia y apoyo académico a la facultad. También se encarga de coordinar y dirigir todas las actividades de comunicación e información del Decanato y el Consejo de Facultad hacia la comunidad de la Universidad Nacional Mayor de San Marcos.[25]
- Direcciones de Escuelas: De acuerdo al artículo veinticinco del estatuto universitario,[25] las Escuelas Profesionales (siglas: EP) son las unidades de la facultad encargadas de la formación de los estudiantes que cursan las carreras de pregrado. Tienen entre sus funciones principales elaborar, coordinar y ejecutar los currículos (plan) de estudios. Ejercen el cargo de directores de escuela para el periodo de gestión 2021-2024: José Antonio Ñique de la Puente, Escuela Profesional de Derecho[26] y Francisco Miro Quesada Rada para la Escuela Profesional de Ciencia Política.[27]
- Dirección Administrativa: Desarrolla acciones coordinadas que conducen a la optimización de los procesos académico-administrativos de la facultad, con el objetivo de mejorar la calidad de servicios. Administra los recursos económicos y realiza las acciones necesarias para la adquisición de bienes y servicios. Diana Ccahuay Garriazo ejerce el cargo de directora administrativa para el periodo de gestión 2021-2024.[28]

### Estudios académico-profesionales

#### Pregrado
A nivel de estudios de pregrado, la facultad cuenta con las siguientes dos escuelas profesionales:
- Escuela Profesional de Derecho: El plan de estudios dura seis años; incluye un año de estudios generales seguido de estudios específicos durante los siguientes años.[29] Concluidos satisfactoriamente los seis años de estudio y luego de obtener una nota aprobatoria en la presentación de un trabajo de investigación,[30] se obtiene el grado de bachiller en Derecho. El título profesional de abogado es equivalente al de licenciado en derecho y se puede obtener bajo las siguientes modalidades: sustentación de tesis,[31] aprobación de un trabajo de suficiencia profesional u otra modalidad dispuesta por la Facultad.[30]
- Escuela Profesional de Ciencia política: Los cinco años de estudios se dividen en dos ciclos de estudios básicos o integrado (Escuela de Estudios Generales) y seis ciclos de especialidad.[32] Concluidos satisfactoriamente los estudios de pregrado, se obtiene el grado de bachiller en Ciencia Política,[33] ello tras obtener una nota aprobatoria en la presentación de un trabajo de investigación.[30] El título profesional equivalente al de licenciatura en Ciencia Política[33] se puede obtener tras la sustentación de tesis, la aprobación de un trabajo de suficiencia profesional u otra modalidad dispuesta por la Facultad.[30]

#### Posgrado
La facultad ofrece diversos programas de posgrado tanto a graduados sanmarquinos al como público exterior. El programa de maestría es de dos años, los requisitos para la admisión son la aprobación de un examen de aptitud, entrevista personal y evaluación de expediente. Incluye cursos, seminarios, tutorías, una tesis y un examen de grado. La Facultad de Derecho y Ciencia Política cuenta con seis programas de maestría: Ciencias Penales, Derecho Civil y Comercial, Derecho del Trabajo y Seguridad Social, Derecho de la Empresa, Derecho Constitucional y Derechos Humanos y Derecho Procesal. También destaca el programa de doctorado con una duración de tres años, los requisitos para la admisión son la sustentación de un proyecto de investigación y la evaluación de expediente. Incluye seminarios, tutorías, una tesis y un examen de grado. Así, ofrece un programa de doctorado en Derecho y Ciencia Política. Finalmente, además de los programas anteriores, también se brindan estudios de especializaciones y diplomados.

## Infraestructura y servicios

### Biblioteca
La Facultad de Derecho y Ciencia Política cuenta con su propia biblioteca especializada, la misma que se encuentra interconectada a través del Sistema de Bibliotecas (siglas: SISBIB) con la Biblioteca Central Pedro Zulen de la Universidad de San Marcos. Esta unidad provee un apoyo esencial a la comunidad universitaria en el fomento del estudio, la docencia y la investigación. Entre los servicios que brinda se encuentra la sala de estudio y lectura y la consulta de catálogo virtual a través de equipos de cómputo. Gregorio Pérez Retamozo se desempeña como director de la Unidad de Biblioteca.

### Auditorios
La Facultad de Derecho y Ciencia Política cuenta con un Salón de Grados nombrado en honor a José León Barandiarán y un auditorio denominado en honor a Jorge Eugenio Castañeda; en ambas instalaciones se llevan a cabo talleres, conferencias, ceremonias y eventos de interés académico.

### Laboratorios
Tanto el pabellón de Derecho como el correspondiente a Ciencia Política cuenta con un laboratorio de cómputo. Así, en el caso del laboratorio ubicado en el pabellón de Ciencia Política, este está conformado por computadoras destinadas al uso por parte de los estudiantes durante las horas de clase correspondientes.

### Consultorio jurídico gratuito
La Facultad de Derecho y Ciencia Política cuenta con un consultorio jurídico gratuito disponible para usuarios de bajos recursos económicos. De esta manera, profesionales y estudiantes universitarios brindan asesoría y defensa jurídica en temas tales como derechos del niño y adolescente, del discapacitado, del adulto mayor, violencia familiar, pensión de jubilación, derechos de familia, entre otros.

## Investigación

### Institutos de investigación
La Facultad de Derecho y Ciencia Política registra un Instituto de Investigación:
- Unidad de Investigación de Derecho y Ciencias Políticas: fue creada en 1998 bajo la dirección de Carmen Meza Ingar, precisamente en el mismo año en que se publicó el primer número de la Revista de Investigación. Además de coordinar las publicaciones periódicas en la revista de la facultad, la Unidad de Investigación ha venido realizando talleres de investigación anuales, conferencias, seminarios, seguimiento y ejecución de proyectos de investigación, ha financiado tesis y grupos estudiantiles, entre otros proyectos.[47]

### Grupos de investigación
La facultad cuenta con los siguientes grupos de investigación:
- Análisis penal, civil y procesal de las instituciones jurídicas (PENCIVPR)
- Centro de estudios políticos, económicos, sociales, jurídicos (CEPESJ)
- Derecho civil y realidad social (DECIRSO)
- Derecho civil y registral: dinámico y accesible (DECIRE)
- El derecho de gracia como parte del concepto del derecho penal (AMNISTÍA)
- Incorporación del análisis económico del derecho en el plan de estudios de derecho y ciencia política en la UNMSM (AED)
- Informalidad en las construcciones inmobiliarias y sus consecuencias en nuestra realidad socio jurídica nacional (INCIRENA)
- Investigación en derecho internacional sobre delimitación marítima Perú-Chile (MARÍTIMA)
- La ley y el orden (LEXOR)
- Laboralistas (LABORALI)
- Modificando el derecho (MODERE)
- Pro derecho Perú investigaciones jurídicas (CONTROL)
- Tutela integral de la persona (PERSONAM)

### Publicaciones científicas y académicas
La Facultad de Derecho y Ciencia Política expone sus principales investigaciones científicas en la publicación semestral de la siguiente revista: 
- Lucerna Iuris et Investigatio: su primer número fue publicado en 2021. Divulga la producción científica original, vinculada a los resultados de los proyectos de investigación en el ámbito de los estudios jurídicos y políticos. Se publica en los meses de abril y octubre.[49]

Adicionalmente, algunas publicaciones descontinuadas son: Aequitas, publicada en 2018; San Marcos. Revista de Derecho y Ciencias Políticas, publicada en 1987; la Revista de Derecho y Ciencia Política; la Revista de Investigación; la revista Cathedra. Espíritu del Derecho, la misma que inició su publicación en 1997; la revista Docentia et Investigatio, publicada por primera vez en 1998; entre otras.